# Hiszpania na Letnich Igrzyskach Olimpijskich 2008
Hiszpanię na Letnich Igrzyskach Olimpijskich 2008 reprezentowało 286 zawodników - 163 mężczyzn i 123 kobiety.
Był to 21. start reprezentacji Hiszpanii na letnich igrzyskach olimpijskich.

## Zdobyte medale
| Medal  | Zawodnik | Dyscyplina             | Konkurencja                         |
| ------ | --- | ---------------------- | ----------------------------------- |
| Złoto  | Samuel Sánchez | Kolarstwo szosowe      | Wyścig ze startu wspólnego mężczyzn |
| Złoto  | Joan Llaneras | Kolarstwo torowe       | Wyścig punktowy mężczyzn            |
| Złoto  | Rafael Nadal | Tenis ziemny           | Gra pojedyncza mężczyzn             |
| Złoto  | Fernando Echávarri Antón Paz Blanco                                                                                                  | Żeglarstwo             | Klasa Tornado                       |
| Złoto  | Saúl Craviotto Carlos Pérez | Kajakarstwo            | K-2 500 m                           |
| Srebro | Iker Martínez Xabier Fernández | Żeglarstwo             | Klasa 49er                          |
| Srebro | Anabel Medina Garrigues Virginia Ruano Pascual                                                                                       | Tenis ziemny           | Gra podwójna kobiet                 |
| Srebro | Gervasio Deferr | Gimnastyka             | Ćwiczenia wolne mężczyzn            |
| Srebro | Joan Llaneras Antonio Tauler | Kolarstwo torowe       | Madison mężczyzn                    |
| Srebro | Andrea Fuentes Gemma Mengual | Pływanie synchroniczne | Duet                                |
| Srebro | David Cal | Kajakarstwo            | C-1 1000 m                          |
| Srebro | David Cal | Kajakarstwo            | C-1 500 m                           |
| Srebro | Alba Maria Cabello Raquel Corral Andrea Fuentes Thais Henriquez Laura Lopez Gemma Mengual Irina Rodriguez Paola Tirados Gisela Moron | Pływanie synchroniczne | Drużynowo                           |
| Srebro | Reprezentacja Hiszpanii w hokeju na trawie mężczyzn                                                                                  | Hokej na trawie        | Mężczyźni                           |
| Srebro | Reprezentacja Hiszpanii w koszykówce mężczyzn                                                                                        | Koszykówka             | Mężczyźni                           |
| Brąz   | José Luis Abajo | Szermierka             | Szpada indywidualnie mężczyzn       |
| Brąz   | Leire Olaberría | Kolarstwo torowe       | Wyścig punktowy kobiet              |
| Brąz   | Reprezentacja Hiszpanii w piłce ręcznej mężczyzn                                                                                     | Piłka ręczna           | Mężczyźni                           |